# Бусс, Андрей Андреевич
Андрей Андреевич Бусс — советский хозяйственный, государственный и политический деятель.

## Биография
Родился в 1911 году в селе Саламат. Член КПСС с 1940 года.
С 1928 года — на хозяйственной, общественной и политической работе. В 1928—1981 гг. — работник железнодорожного транспорта, в рядах Советской Армии, начальник Тянь-Шаньской областной строительной организации, заведующий отделом Тянь-Шаньского обкома партии, парторг ЦК
КП(б) Киргизии на строительстве железной дороги Кант — Рыбачье, парторг ЦК ВКП(б) комбината Ак-Тюз, заведующий отделом Фрунзенского обкома партии, первый секретарь райкома партии, второй секретарь Фрунзенского горкома партии, первый секретарь Фрунзенского горкома партии, министр местной промышленности Киргизской ССР, заместитель Председателя, и. о. Председателя Президиума Верховного Совета Киргизской ССР.
Избирался депутатом Верховного Совета СССР 6-го созыва, депутатом Верховного Совета Киргизской ССР 5-го, 7-10-го созывов. Делегат XXII и XXIII съездов КПСС.
Умер во Фрунзе в 1980 году.
Младший брат — Василий (1922—1999) — работал директором завода «Миассэлектроаппарат».